# 夏威夷樹鬚魚
夏威夷樹鬚魚為輻鰭魚綱鮟鱇目棘茄魚亞目鬚角鮟鱇科的其中一種，發現於中東太平洋夏威夷海域，屬深海魚類，棲息深度0-1350公尺，雌魚體長可達3.7公分，生活習性不明，不具任何經濟價值。

## 擴展閱讀
維基物種上的相關：夏威夷樹鬚魚